# Gmina Örebro
Gmina Örebro (szw. Örebro kommun) – gmina w Szwecji, w regionie Örebro, siedzibą jej władz jest Örebro.
Pod względem zaludnienia Örebro jest 7. gminą w Szwecji. Zamieszkuje ją 126 982 osób, z czego 51,48% to kobiety (65 371) i 48,52% to mężczyźni (61 611). W gminie zameldowanych jest 6259 cudzoziemców. Na każdy kilometr kwadratowy przypada 92,01 mieszkańca. Pod względem wielkości gmina zajmuje 71. miejsce.